# Oirschot
Oirschot [ˈoːɾsχɔt] (anhörenⓘ) ist ein Ort und eine Gemeinde in den Kempen in der niederländischen Provinz Noord-Brabant.
Die Gemeinde Oirschot gehört zur „Plusregio“ Samenwerkingsverband Regio Eindhoven (SRE). Dies ist eine Gebietskörperschaft zwischen der Gemeinde-Ebene und der Provinz-Ebene. Oirschot gehört zum Gebiet De Kempen.

## Geschichte
Oirschot und Umgebung haben eine lange Geschichte. Schon in der Vorgeschichte war die Umgebung von Oirschot besiedelt. Daran erinnern noch alte Gräber aus jener Zeit in den Wäldern bei Westelbeers und Spuren von Siedlungen aus der Steinzeit im selben Gebiet und in der Oirschotse Heide. Es wird angenommen, dass ein erster Vorgängerbau der Marienkirche am Vrijthof in Oirschot aus dem 5. Jahrhundert nach Christus stammt. Aus diesem Grund wurde 1980 das 1500-jährige Bestehen des Dorfes gefeiert.
Die ersten schriftlichen Urkunden über die Herrschaftsgeschichte stammen aus dem Anfang des 14. Jahrhunderts. Die Grenzen der alten Gemeinde Oirschot verlaufen ungefähr auf den Grenzen der „gemeijnten“. Dies waren unbebaute Parzellen, die die Herzöge von Brabant in der ersten Hälfte des 14. Jahrhunderts nach und nach an die Einwohner von Oirschot verkauften (zu ihnen gehörten auch die Einwohner von Best). Die Einwohner erhielten damit das Recht, diese Parzellen gemeinsam zu nutzen.
1334 erhielten die Einwohner von Oostelbeers und Middelbeers gegen Bezahlung von Herzog Johann III. das Nutzungsrecht über die „gemeijnt“ Beers. Dies war das Gebiet zwischen Oerle, Oirschot, Oisterwijk und Hilvarenbeek.
Abgesehen von einigen Grenzkorrekturen und der Erweiterung um Westelbeers im Jahre 1803 sind die Grenzen, so wie sie damals festgelegt wurden, unverändert geblieben.
1819 wurde Best von der Gemeinde Oirschot abgetrennt und ist seitdem eine eigene Gemeinde.
1997 wurden die alten Gemeinden Oirschot sowie Oost-, West- en Middelbeers zur neuen Gemeinde Oirschot vereinigt.

### Ortsname
Für die Etymologie des Namens gibt es mehrere mögliche Erklärungen. Die wahrscheinlichste scheint die von Dr. Maurits Gijsseling zu sein. Ein schoot (im Mittelniederländischen scoet geschrieben und zu scot verkürzt) ist ein hervorstehendes höher gelegenes Stück Land in einem sumpfigen Gebiet. Im Falle des Namens „Oirschot“ hatte darauf der Auerochse (oor) sein Lager. Der Name wäre nach dieser Erklärung älter als die Besiedlung des Ortes.

## Sehenswürdigkeiten

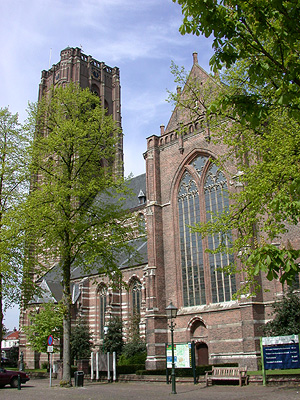
Oirschot: Kirche „Sint-Petrus’ Banden“

Die Gemeinde Oirschot hat viele Sehenswürdigkeiten. Es gibt mehr als 300 nationale Monumente (Rijksmonument) und kommunale Monumente sowie zwei geschützte Dorfansichten. Oirschot hat damit die größte Monumentendichte in den Niederlanden.
Einige der Sehenswürdigkeiten:
- Die römisch-katholische „Sint-Petrus’ Banden“ ist eine gotische Kreuzbasilika aus dem 15./16. Jahrhundert. Der 72 Meter hohe stumpfe Turm ist ein Höhepunkt der Kempener Gotik.
- Das Alte Rathaus, errichtet 1513, steht am Marktplatz von Oirschot.
- Die evangelische Mariakerk (Marienkirche), wegen der zwischenzeitlichen Funktion als Butterwaage auch als „Boterkerkje“ (Butterkirchlein) bekannt, ist eine Saalkirche aus dem 12. Jahrhundert in romanischem Stil.
- Das frühere Kloster Nazareth mit Kapelle in neuromanischem Stil wurde 1910 erbaut. Der Komplex wurde von den niederländischen Architekten Jos Cuypers (Sohn von Pierre Cuypers) und Jan Stuyt entworfen. Es war das Mutterhaus der Kongregation der Pönitentinnen des Dritten Ordens vom Heiligen Franziskus, eines Zweigs der Ordensfamilie der Franziskanerinnen, die nach ihrem Ursprungsort auch Franciscanessen van Oirschot genannt wurden.[3]
- Die ehemalige Brauerei „De Kroon“ existiert seit 1773.
- Das „Hof van Solms“ ist der frühere Palast von Arnoldus Feij.
- Der Große Stuhl ist der größte Holzstuhl Europas, der das fachliche Können der Möbelindustrie von Oirschot unter Beweis stellt.
- Beim „Huize Groenenberg“ handelt es sich um ein Haus aus dem Jahre 1613.
- Die „Kapel van de Heilige Eik“ (Kapelle der Heiligen Eiche) ist eine Steinkapelle von 1606 auf der Stelle einer älteren Holzkapelle.

## Bilder

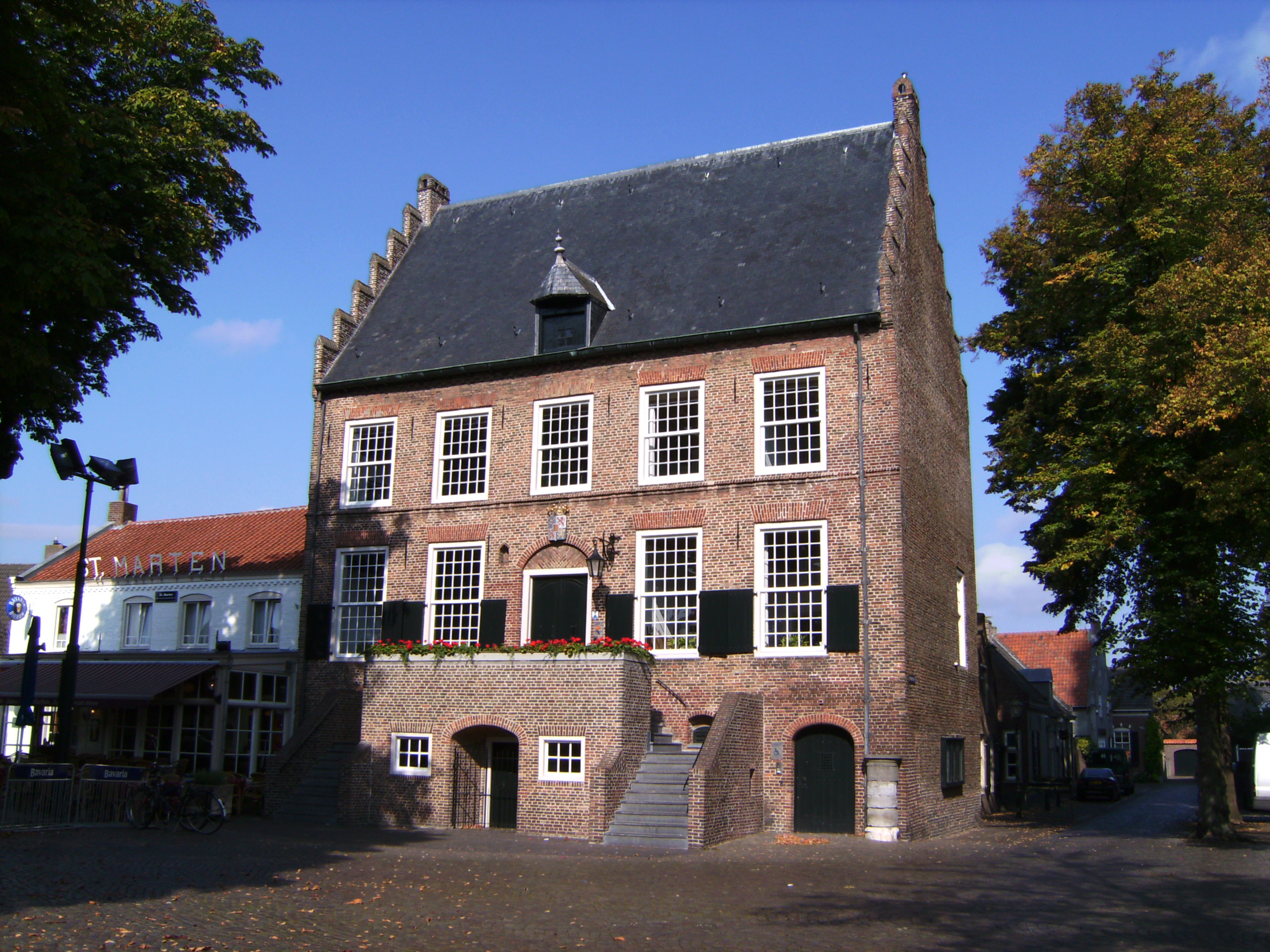
Oirschot, das früheres Rathaus
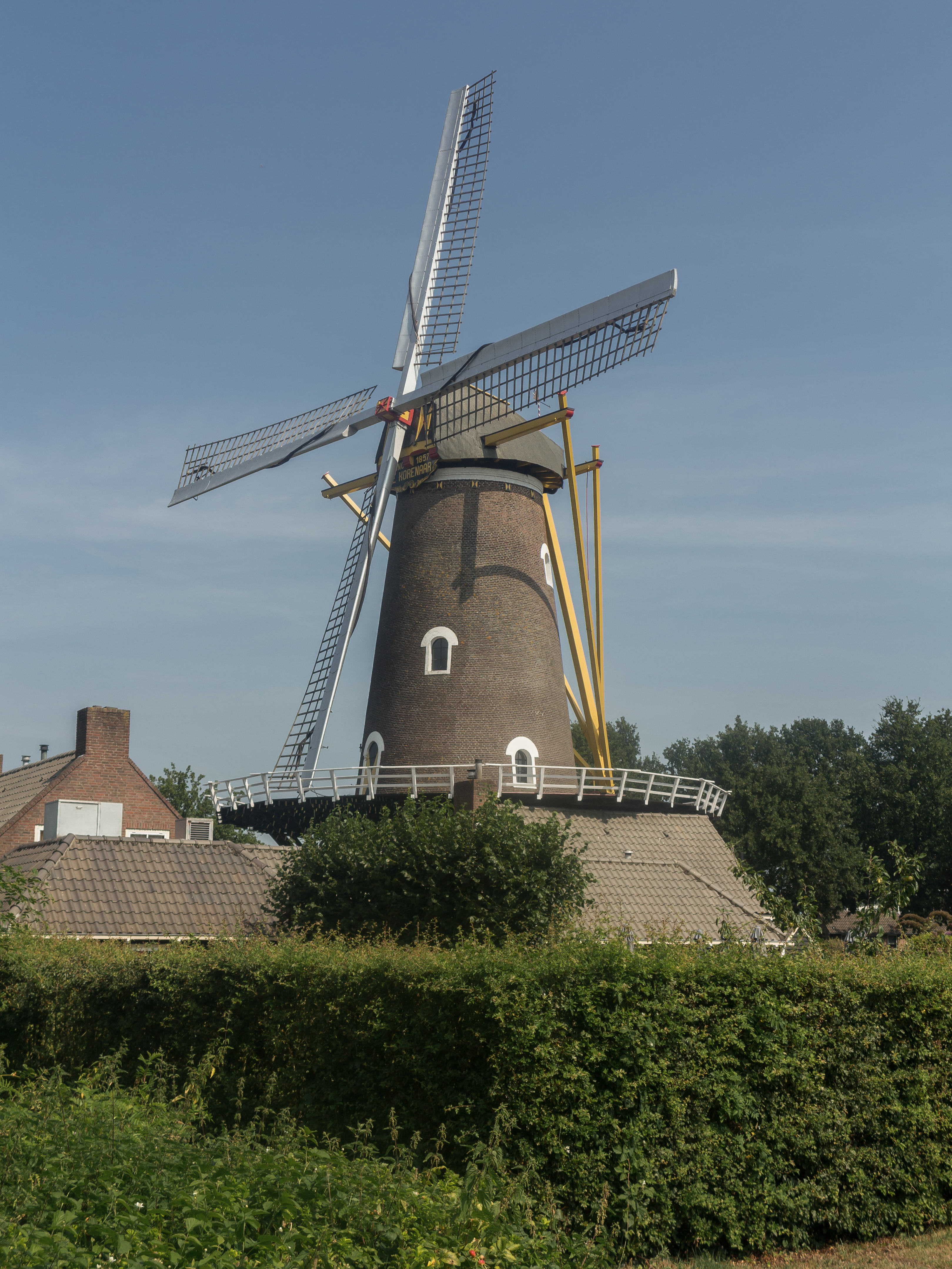
Oirschot, Mühle: windmolen de Korenaar
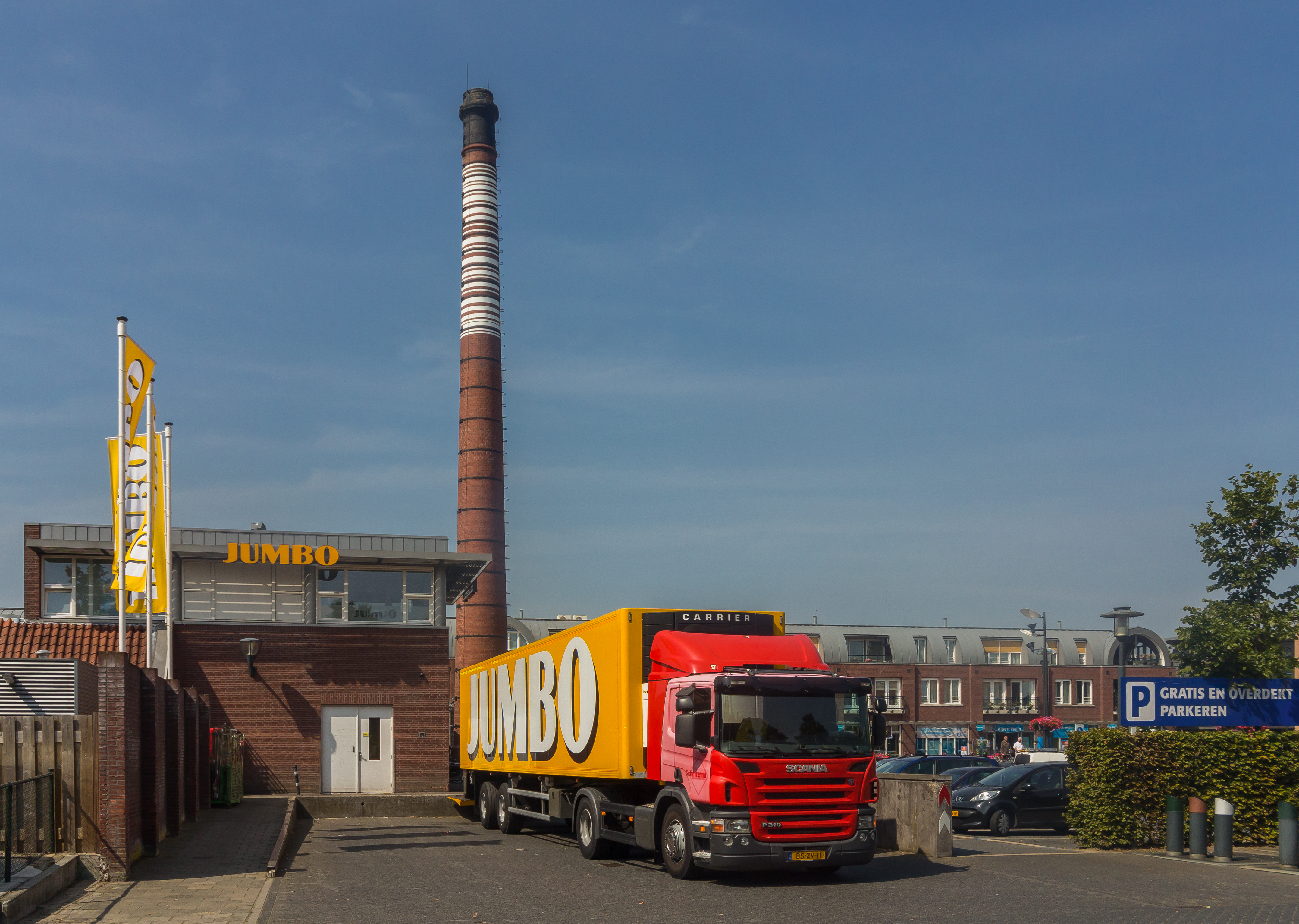
Oirschot, Jumbo Supermarkt
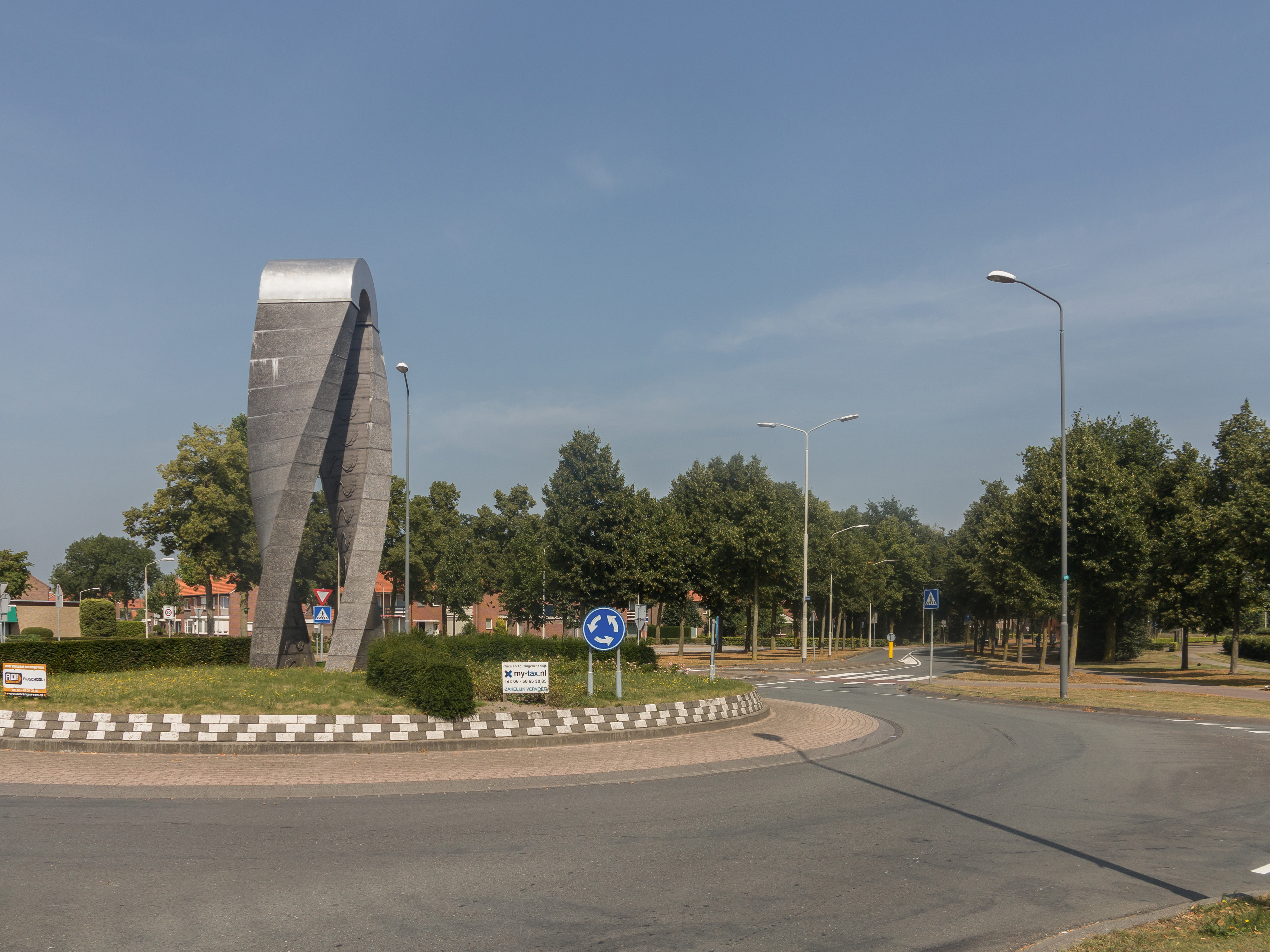
Oirschot, Skulptur in der Straße
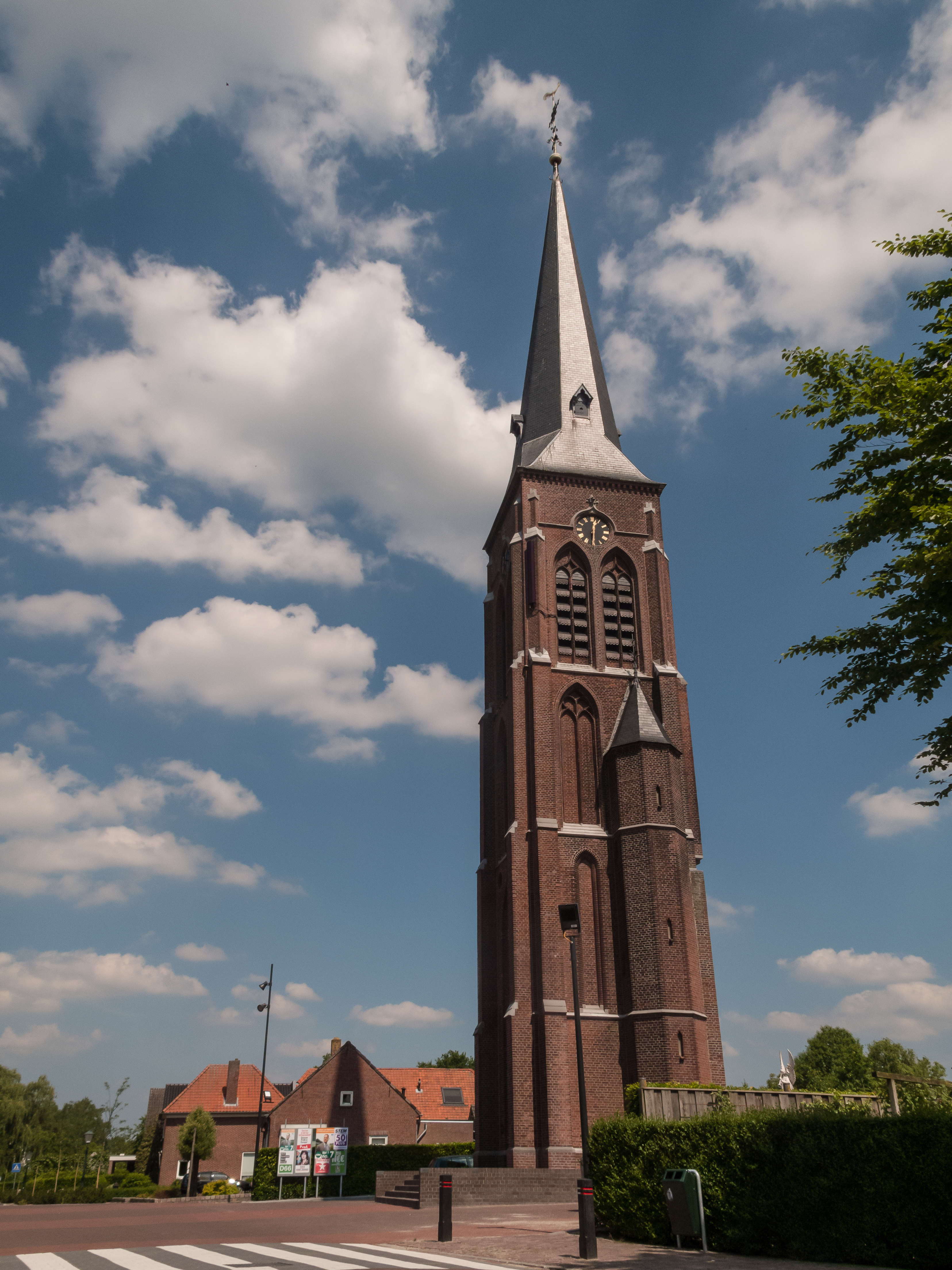
Oostelbeers, Turm: de Heilige Andreas en Antonius van Paduatoren
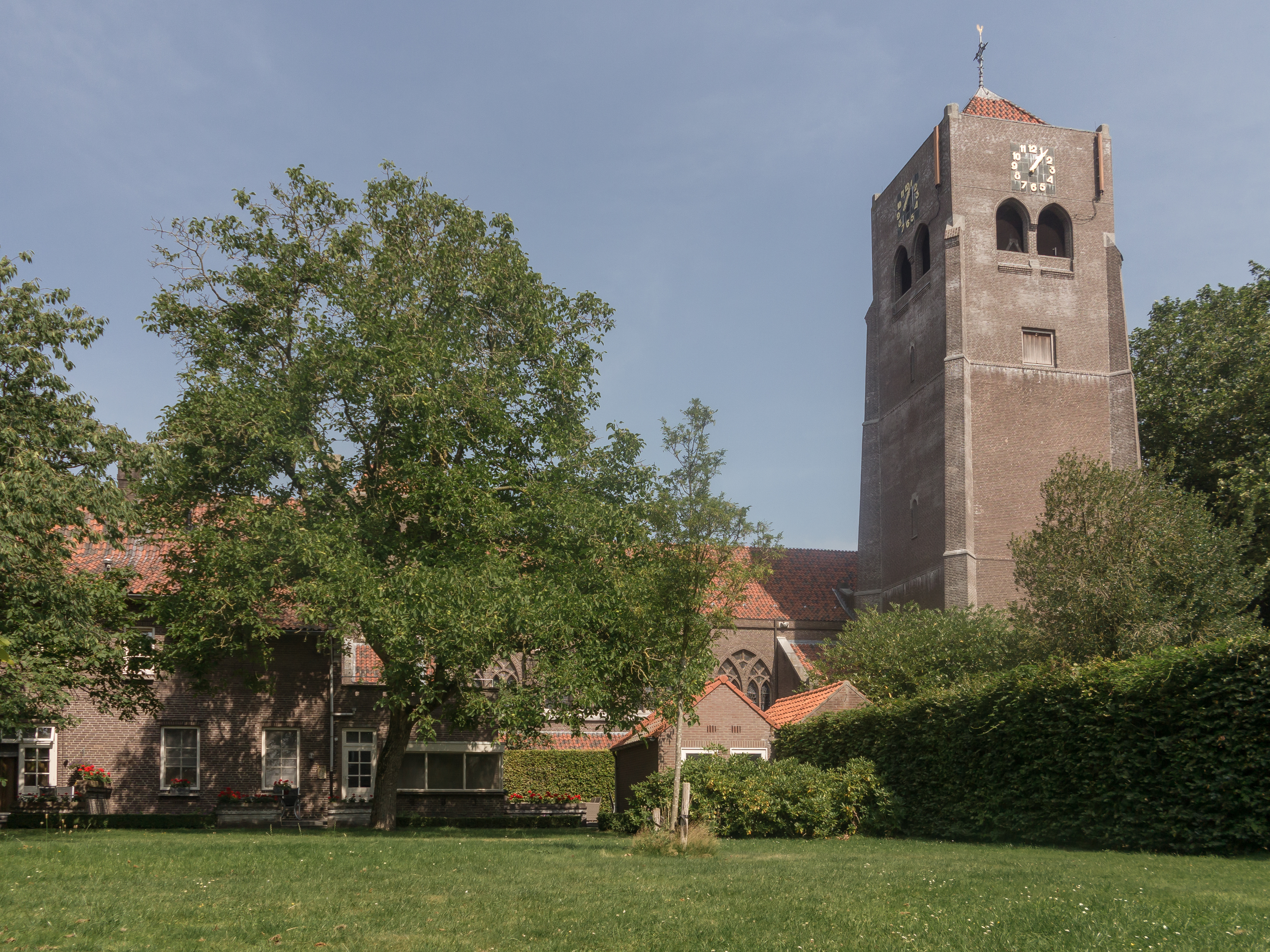
Spoordonk, Kirche: de Bernadettekerk
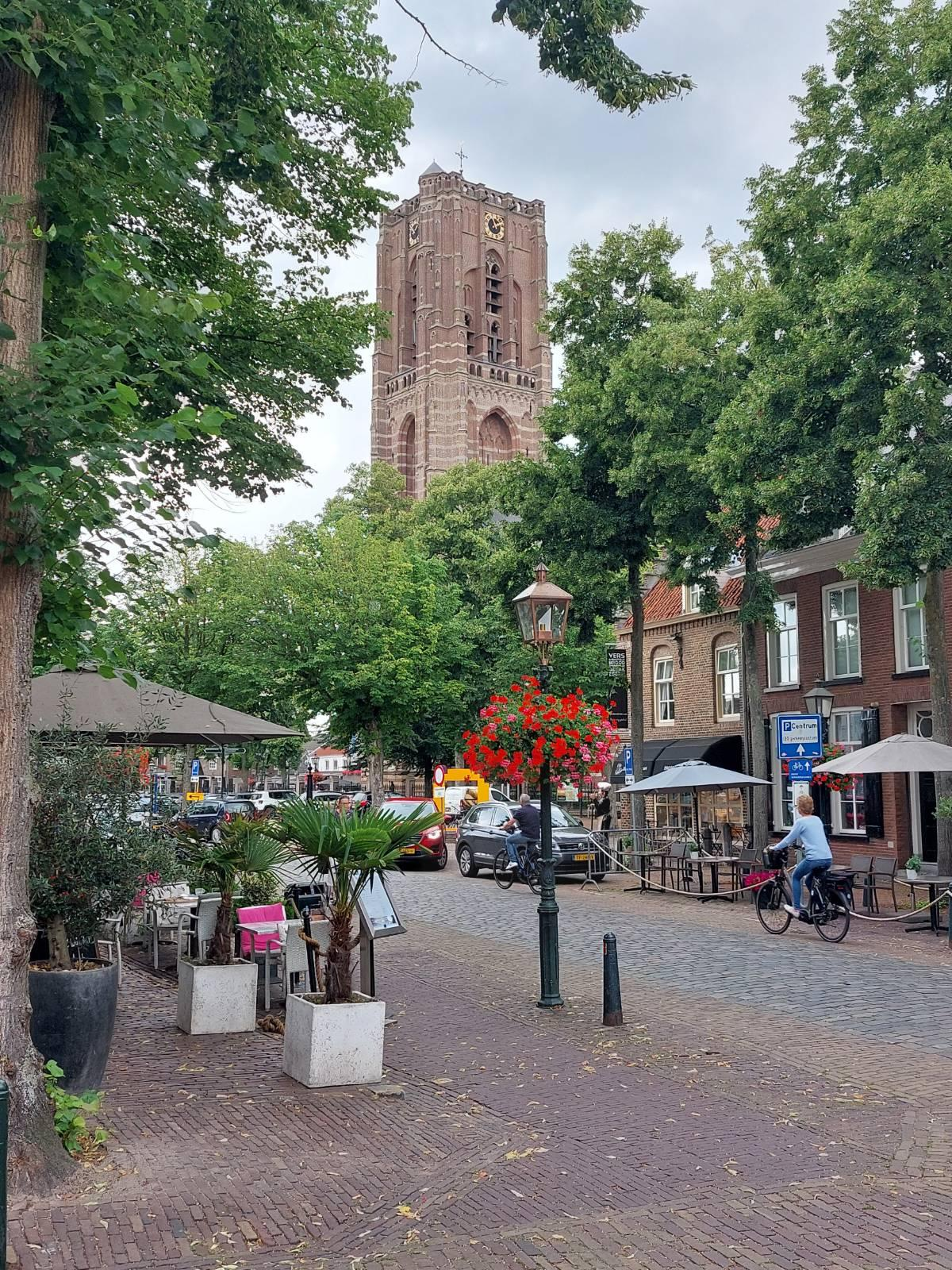
Oirschot, Blick auf den Markt und Petruskerk

## Politik
Bei der letzten Kommunalwahl konnten sich die Lokalpolitiker von De Gewone Man erstmals durchsetzen und die Wahl mit einem Stimmanteil von 27,67 Prozent gewinnen. In der Legislaturperiode 2018–2022 bildeten die Christdemokraten der CDA eine Koalition mit den Lokalparteien De Gewone Man und Dorpsvisie.

### Gemeinderat
Der Gemeinderat wird seit 1982 folgendermaßen gebildet:
| Partei                         | Sitze | Sitze | Sitze | Sitze | Sitze  | Sitze | Sitze | Sitze | Sitze | Sitze | Sitze | Sitze |
| Partei                         | 1982  | 1986  | 1990  | 1994  | 1996 a | 1999  | 2002  | 2006  | 2010  | 2014  | 2018  | 2022  |
| ------------------------------ | ----- | ----- | ----- | ----- | ------ | ----- | ----- | ----- | ----- | ----- | ----- | ----- |
| De Gewone Man                  | –     | –     | –     | –     | 2      | 3     | 2     | 3     | 2     | 3     | 4     | 5     |
| CDA b                          | 6     | 6     | 8     | 3     | 4      | 4     | 5     | 4     | 4     | 4     | 4     | 4     |
| Dorpsvisie c                   | –     | –     | –     | 6     | 4      | 3     | 3     | 4     | 4     | 2     | 3     | 3     |
| Sociaal Progressief Oirschot d | –     | –     | –     | –     | –      | –     | –     | –     | –     | –     | 3     | 2     |
| VVD                            | 2     | 2     | 1     | 1     | 1      | 2     | 4     | 2     | 3     | 2     | 2     | 2     |
| Vrije Democratische Partij     | –     | –     | –     | –     | 1      | 2     | 4     | –     | –     | –     | –     | –     |
| D66 e                          | –     | 1     | –     | –     | –      | –     | –     | –     | 2     | 2     | 1     | 1     |
| SP d                           | –     | –     | –     | –     | –      | –     | –     | –     | –     | 3     | –     | –     |
| PvdA d                         | 1     | 2     | 3     | 1     | 1      | 2     | 2     | 4     | 2     | 1     | –     | –     |
| Democratische Partij ’96 b f   | 4     | 4     | 3     | 1     | 2      | 2     | 1     | –     | –     | –     | –     | –     |
| Onafhankelijk Jong Oirschot    | –     | –     | –     | 2     | 2      | 1     | –     | –     | –     | –     | –     | –     |
| Praktief                       | –     | –     | –     | 1     | 0      | –     | –     | –     | –     | –     | –     | –     |
| Oirschotse Progressieven       | 1     | –     | –     | –     | –      | –     | –     | –     | –     | –     | –     | –     |
| Het Redelijk Alternatief e     | 1     | –     | –     | –     | –      | –     | –     | –     | –     | –     | –     | –     |
| Gemeenschappelijk Dorps Appel  | 0     | –     | –     | –     | –      | –     | –     | –     | –     | –     | –     | –     |
| Gesamt                         | 15    | 15    | 15    | 15    | 17     | 17    | 17    | 17    | 17    | 17    | 17    | 17    |

Anmerkungen

### College van B&W
Die Koalitionsparteien CDA, De Gewone Man und Dorpsvisie sind im College van burgemeester en wethouders (deutsch „Kollegium von Bürgermeister und Beigeordneten“) mit jeweils einem Beigeordneten zugegen. Folgende Personen gehören zum Kollegium:
| Funktion         | Name                     | Partei        | Anmerkung                                   |
| ---------------- | ------------------------ | ------------- | ------------------------------------------- |
| Bürgermeisterin  | Judith Keijzers          | CDA           | seit dem 2. Oktober 2017 im Amt             |
| Beigeordnete     | Piet Machielsen          | CDA           | erster Stellvertreter der Bürgermeisterin   |
| Beigeordnete     | Jan Heijman              | De Gewone Man | zweiter Stellvertreter der Bürgermeisterin  |
| Beigeordnete     | Esther Langens-Brooimans | Dorpsvisie    | dritte Stellvertreterin der Bürgermeisterin |
| Gemeindesekretär | Ad de Jong               | –             | seit September 2018 im Amt                  |

## Natur
Oirschot hat insgesamt 11 Naturgebiete. Dazu gehören:
- Oirschotse Heide: südöstlich des Ortes Oirschot, größtenteils als Truppenübungsplatz genutzt.
- De Beerze: am südlichen Verlauf des Flüsschens Beerze.
- Landgoed Baest: im Westen der Gemeinde; Wälder, landwirtschaftliches Gebiet und historische Gärten am nördlichen Verlauf des Flüsschens Beerze.
- De Mortelen: zwischen den Orten Oirschot, Liempde und Boxtel; landwirtschaftliches Gebiet mit Waldstücken
- Kuikeindse en Landschotse Heide: südlich von Middelbeers; Heidefelder, Wälder und kleine Seen (niederländisch: vennen).

Oirschot ist eines der Zentren der niederländischen Islandpferdezucht, zugleich finden hier immer wieder bedeutende nationale und internationale Sport-Meisterschaften statt, z. B. vom 8.–13. August 2023 die Islandpferde-Weltmeisterschaft des Weltverbandes FEIF mit Teilnehmern aus 17 Nationen (Belgien, Dänemark, Deutschland, Färöer, Finnland, Frankreich, Großbritannien, Island, Italien, Luxemburg, Niederlande, Norwegen, Österreich, Schweden, Schweiz, Ungarn, Vereinigte Staaten von Amerika).

## Museen
- Klostermuseum Karmelietessen
- Museum De Vier Quartieren
- Museum Franciscanessen
- Museum Brigade en Garderegiment Prinses Irene
- Museum Kruysenhuis
- Museumke De Poffer
- Museumbrouwerij Oirschots Bier

## Wirtschaft
Oirschot ist von alters her eine Gemeinde mit starker landwirtschaftlicher Prägung. Darum gibt es immer noch viele landwirtschaftliche Betriebe in der Gemeinde. Seit dem 19. Jahrhundert ist auch die Möbelindustrie in Oirschot stark vertreten.
Einige größere Betriebe beschäftigen Dutzende Arbeitnehmer. Durch die günstige Lage im Dreieck Eindhoven, Tilburg und ’s-Hertogenbosch und durch die Nähe der Autobahn A58 ist Oirschot ein attraktiver Standort für Unternehmen. Die bekanntesten Unternehmen in Oirschot sind Heras (Zaunanlagen), De Meeuw und DPD (niederländischer Hauptsitz & Logistikzentrum).
Zwischen Oirschot und Eindhoven befindet sich eine der größten niederländischen Kasernen, die Generaal Majoor de Ruyter van Steveninck Kazerne,  als ein großer Arbeitgeber. In der Kaserne sind ständige Truppen der Kavallerie stationiert (Huzaren van Boreel; benannt nach Willem François Boreel) und bis 2005 die 41. Abteilung Feldartillerie.

## Weitere Ortschaften
Spoordonk, Oostelbeers, Middelbeers und Westelbeers.

## Persönlichkeiten
- Nicolaas Louis Söhngen (1878–1934), Mikrobiologe und Chemiker
- Jan de Rooy (1943–2024), Unternehmer und Automobilsportler
- Sjan van Dijk (* 1964), Bogenschützin